# Christian Day
Pour les articles homonymes, voir Day.

a Compétitions nationales et continentales officielles uniquement.

Dernière mise à jour le 8 mars 2019.
Christian James Day, né le 24 juin 1983 à Blackpool, est un joueur de rugby à XV anglais évoluant au poste de deuxième ligne.

## Palmarès
- Vainqueur du championnat d'Angleterre en 2006
- Vainqueur du Challenge Européen en 2005 et 2009
- Vainqueur de la Coupe d'Angleterre en 2010
- Finaliste de la coupe d'Angleterre en 2004